# Hohlschaftkegel
Der Hohlschaftkegel, kurz HSK genannt, wird als Werkzeugaufnahme in Werkzeugmaschinen verwendet. Er kann als Nachfolger und Weiterentwicklung des Steilkegels betrachtet werden.

## Besondere Eigenschaften

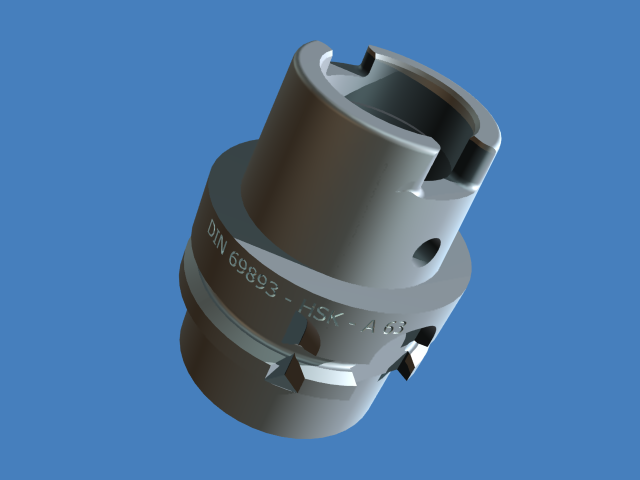
Hohlschaftkegel HSK-A 63; links: Indexkerbe „deutsches Eck“, Mitte: Nut für Nutenstein, quer: Rille für Werkzeughandling, oben: Mitnehmernuten und Orientierungsvorgabe für Spindel

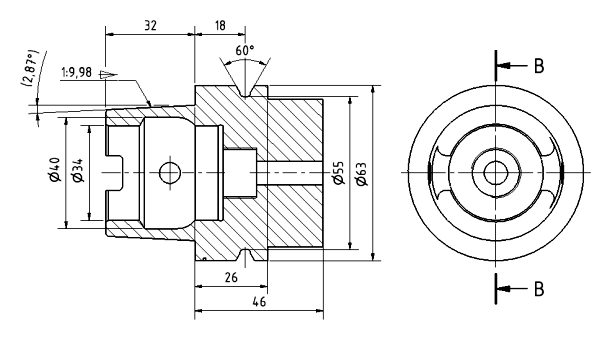
Zeichnung eines Hohlschaftkegels HSK-A 63

HSK-A 63

Der Hohlschaftkegel ist genormt nach DIN 69893. Er ist kleiner (ca. 30 %) und leichter (ca. 50 %) als der Steilkegel und erlaubt dadurch auch einen einfacheren und schnelleren Werkzeugwechsel. Er hat eine hohe Steifigkeit aufgrund der Abstützung an der Werkzeugaufnahme über den Bund.
Das Übertragen von Drehmomenten geschieht kraftschlüssig durch die Kegel- und Anlagefläche sowie formschlüssig über die Mitnehmernuten. Durch Mitnehmer können über Formschluss ruckartige Belastungen und große Drehmomente übertragen werden.
Hohlschaftkegel haben eine hervorragende Wechselgenauigkeit (3 μm), da aufgrund der Plananlage am Bund eine axiale Positioniergenauigkeit gegeben ist und aufgrund der engen Kegeltoleranz Rundlaufabweichungen minimiert werden. Er ist für hohe Drehzahlen geeignet, da Probleme in Folge des Aufweitens der Spindel, wie sie beim Steilkegel bestehen, nicht auftreten. Dies hat zwei Gründe:
- Der Hohlschaftkegel (Innenteil) ist im eingezogenen Zustand elastisch druckvorgespannt. Im Gegensatz zum voll ausgeführten Steilkegel erfolgt die Aufweitung des hohlen Innenteils durch Zentrifugalkraft näher an der gleichzeitig erfolgenden Aufweitung des Außenteils. In Verbindung mit der Spannkraftreserve aus elastischer Kompression des Innenteils ist eine zuverlässige Drehmomentübertragung bei höherer Drehzahl noch gegeben als beim Steilkegel.
- Ebenso verhindert die Plananlage ein Nachrutschen in Axialrichtung.

Das Spannen des Hohlschaftkegels in der Spindel ist – sofern eine HSK-Form mit Mitnehmer verwendet wird – nur in einer Position möglich. Zur Orientierung dient hier die Indexkerbe („Deutsches Eck“).

### Hohlschaftkegel für Drehmaschinen (HSK-T)
Die einzige Unterscheidung des HSK-T zu den bisherigen HSK-Formen für rotierende Bearbeitung liegt in den enger tolerierten Mitnehmern.